# Солунски атентати
Солунските атентати са извършени в периода 15 – 17 април стар стил (нов стил – 28, 29 и 30 април) 1903 година в Солун. Това са бомбени атентати, чиято цел е да предизвикат намесата на европейските държави за подобряване положението на още поробените българи в Македония и Одринско. Групата на Гемиджиите е организирана от Йордан Попйорданов и Павел Шатев.  Участници в нея са Попйорданов, Шатев, Димитър Мечев, Милан Арсов, Илия Тръчков, Владимир Пингов, Константин Кирков, Тодор Богданов, Георги Богданов, Тодор Органджиев, Марко Бошнаков и Цветко Трайков. Атентаторите целят да засегнат финансовите и икономическите интереси на западните държави в Османската империя и да ги принудят да действат в защита на българското население в Македония. Взривени са сградата на Отоманската банка, френският кораб „Гвадалкивир“, прекъснато е осветлението на града. Повечето от атентаторите загиват, след като водят неколкодневни боеве по улиците на града. Саможертвата на младежите изостря още повече обстановката в размирните европейски части на Османската империя, където европейските държави в началото на 1903 година се опитват да проведат не особено резултатните „пъдарски реформи“. 
Преди началото на солунските атентати младите мъже се събират, за да обсъдят акцията. Възниква въпросът дали да се умре в делото, изпълнявайки го докрай, или след изпълнението му да се спасява всеки както може. Единодушно е решено, че саможертвата е единственият вариант, като борбата трябва да продължи дотогава, докогато издържат силите им. Уговарят се да се избягват по възможност човешки жертви. 
Продължение на солунските атентати са взривът на гара Кулели Бургас и ръководената от Антон Прудкин акция по взривяването на четирите кораба „Вашкапу“, „Тенедос“, „Аполо“ и „Феликс Фресине“ в Бургаския залив от август 1903 година.

## Терористичната мрежа

### Изграждане
Солунските атентатори са последователи на основаната в Пловдив и доразвита в Женева тайна младежка революционна организация – Македонски таен революционен комитет или така наречената Женевска група. Нейни ръководители са Михаил Герджиков и Петър Манджуков от Пловдив, Димитър Общински и други българи, като впоследствие към тях се присъединява и Слави Мерджанов. Целта им е да освободят Македония и Одринско, чрез въоръжена революция. През 1898 г. Михаил Герджиков става учител в Битоля, където среща Гоце Делчев. След тази среща започват преговори между двете организации и като резултат комитетът се саморазпуска. След напускането на Женева част от бившите дейци на МТРК се вливат във ВМОРО и ВМОК, а други полагат основите на групата на солунските атентатори, като всички се включват активно в борбата за освобождение на българите от Македония и Одринско. Светослав Мерджанов и Петър Манджуков са идеолозите и основателите на групата на солунските атентатори, които превръщат в дело замислите на МТРК – чрез атентати и терористични акции да се засегнат капиталите на европейските страни в Османската империя. Тези свои виждания двамата революционери споделят с ВМК, начело с Борис Сарафов, който се съгласява да финансира техни терористични действия и евентуален атентат срещу султан Абдул Хамид ІІ. Мерджанов и Манджуков привличат на своя страна мнозина българи от Македония и Одринско, склонни да извършат на практика терористични атентати в големите градове на Европейска Турция. Двамата осъществяват тясно сътрудничество и с арменските анархисти. Така на Балканите се създава анархистичен заговорнически кръг, обхващащ градовете Пловдив, Цариград, Одрин и Солун.

### Солунска клетка
Прехвърлилият се в Солун Слави Мерджанов приобщава към мрежата група възпитаници на Солунската българска мъжка гимназия, родом от Велес, сред които Йордан Попйорданов, Константин Кирков, Георги Богданов, Илия Тръчков, Владимир Пингов, Илия Попйорданов, Димитър Мечев, Тодор Органджиев, Алекси Минов – Каникот и Милан Арсов. Мерджанов ги ограмотява с анархистка литература, като те приемат само терористичните идеи на анархизма. Към групата се присъединяват и Павел Шатев, Марко Бошнаков и Димитър Кощанов. Членовете на групата сами именуват групата си „Гемиджии“ и се определят като:
| „ | група хора простили се вече с живота и отпуснали своята лодка в бурното море, която или ще изкарат благополучно на брега, или ще я разбият в скалите | “ |

В края на 1899 г. анархистът Слави Мерджанов, под чието влияние попадат гемиджиите, им предлага дързък план, който те веднага се заемат да реализират. Целите са убийството на султан Абдул Хамид II и взривяването на „Отоман Банк“ в Цариград. С помощта на ръководителя на гемиджиите Орце Попйорданов, Слави Мерджанов дава начало на плановете си. Като прави оглед на място в столицата, Мерджанов разбира, че убийството на султана е нереалистично. Но решават да взривят солунския клон на Отоманската банка.

### Цариградска клетка
Слави Мерджанов‎, Петър Соколов и Петър Манджуков започват да прокопават тунел под банката в Цариград, където да заложат динамит. Успоредно с тях в Солун гемиджиите започват прокопаването на тунел до местното крило на банката. Председателят на Върховния македоно-одрински комитет Борис Сарафов осигурява паричните средства и за двете операции.
В средата на 1900 година Павел Шатев се присъединява към Цариградската група, а в Солун се присъединява един арменец, владеещ отлично гръцки език и представящ се за грък, за да избегне подозренията на властите към солунската група. Прокопаването на тунела в Цариград изостава, затова солунската група преустановява работа, а участниците в нея се прибират по родните си места, докато в Цариград завърши подготовката. Тъкмо когато атентаторите стигат до ъгъла на банката, става провал. През 1901 г. един отчет за работата им, изпратен до Солун, попада в турската полиция и е дешифриран. Така при пристигането на динамита, пратен от Борис Сарафов, съзаклятниците са арестувани. Все пак османските власти не успяват да открият тунелите и в крайна сметка освобождават арестантите след застъпничество на българското правителство. Турците освобождават Петър Манджуков и Петър Соколов, а Павел Шатев е интерниран в родното си Кратово. След арестите ги заместват Димитър Кощанов и Александър Кипров, които продължават работата. След разкритията в Солун и последвалата Солунска афера от 1901 година, турските власти залавят кореспонденция между Димитър Кощанов и Христо Матов. Разбирайки за готвения нов атентат турците запечатват склада, от който се прокопава тунелът, а Димитър Кощанов успява да избяга. Арестувани са Калчо Стоянов и Нанчо Калчев, баща и син, печатари, от чието име е нает склада.

### Одринска клетка
Междувременно Мерджанов и Соколов са депортирани в Княжеството, където започват да разискват нови идеи за терористични акции. Те обмислят да спрат легендарния Ориент-експрес край Одрин и да ограбят пощенския му вагон, за да финансират по-нататъшните си действия. За тази цел се сформира чета от десетина души, която успява да се прехвърли в Одринско през юли 1901 г. с помощта на председателя на ВМОК в Пловдив – Павел Генадиев. Във формирането и подготовката на четата, активно участие взема и Арменският революционен комитет в Пловдив. Цялата чета се състояла от 10 души: Мерджанов, Соколов, Георги Фотев, Христо Хаджиилиев, Иван Котков, Бедрос Сиремджиян, Ованес Таракджиян, Татул Зармарян и Хачик Асланян. Четниците поставят голямо количество динамит на железопътната линия, но не успяват да взривят влака, който преминава без причинени щети. Подготвя се и опит да бъде отвлечен персийския шах, който също не сполучва. След провала четата отвлича сина на турски едър земевладелец, но скоро е обкръжена от многобройна турска войска между селата Киречли и Фикел. В сражението повечето от четниците намират смъртта си, включително и Петър Соколов. Мерджанов, заедно с един българин и двама арменци, са заловени живи. През ноември 1901 година те са публично обесени в центъра на Одрин. В същото време Димитър Мечев напуска Перник и се прехвърля в Одрин, където започва да копае тунел под австрийската поща, която да бъде взривена, заедно с „Отоман Банк“ в Солун. Заради недостатъчния експлозив гемиджиите все пак се отказват да взривят одринската поща.

## Атентати в Солун
Йордан Попйорданов заминава за Женева, където получава 10 000 лева от Борис Сарафов. При завръщането си в Солун гемиджиите наемат нов дюкян в центъра на Солун и започват прокопаването на нов тунел. В Дедеагач пристига и първата партида динамит изпратена от Сарафов през Марсилия. Иван Гарванов, знаейки за готвения атентат, осуетява получаването на динамита от солунските атентатори. Затова Павел Шатев се завръща в Кюстендилско, където започва да пренася 160 килограма складиран динамит, подпомогнат от Тодор Александров, близък приятел на Павел Шатев, който приема динамита в Кочани без знанието на ВМОРО. Динамитът е произведен във фабрика в Бургас, създадена от Гоце Делчев през 1900 година, и е пренесен от фелдшера Кръстьо Стоянов в Цариград, който го препраща до брат си Нанчо Стоянов в Солун.
През месец март 1903 година тунелът е изкопан и експлозивът е заложен. Атентаторите чакат да отминат великденските празници, за да вкарат в действие плановете си. Против предстоящите антентати се обявяват дейците на ВМОРО и лично Дамян Груев прави неуспешен опит да разубеди Димитър Мечев. С атентатите се ангажират само част от гемиджиите, като това са Йордан Попйорданов, Павел Шатев, Димитър Мечев, Илия Тръчков, Милан Арсов, Константин Кирков и Георги Богданов, защото динамитът не стига, за да се организират акции и в други големи градове в Македония.
За начало на масовите атентати в Солун е избран 15 април. Пръв, Павел Шатев с паспорт на името на Георги Манасов изпълнява определената си задача. По обед взривява с динамит френския кораб „Гвадалкивир“, напуска кораба с останалите пътници и заминава за Скопие, където е арестуван от турската полиция. Вечерта Димитър Мечев, Илия Тръчков и Милан Арсов поставят динамит на железопътната линия Солун-Цариград, но минаващият влак получава незначителни повреди. Вследствие на взрива, леко повредени са локомотива и вагоните на преминаващия влак, без да пострадат пътниците му.
Вечерта на 16 април Константин Кирков взривява газовия тръбопровод под моста при Сярската гара. Това прекъсва водоснабдяването и осветлението на Солун. Скоро след това Йордан Попйорданов взривява сградата на „Отоман банк“, под която групата предварително изкопава тунел. Забележително е, че след като подготвя взрива, Попйорданов предупреждава семейството на директора на банката и те успяват да се спасят. Милан Арсов хвърля бомба в летния театър „Алхамбра“, а завърналият се в Солун Константин Кирков хвърля бомба пред „Гранд Хотел“. Георги Богданов хвърля бомба през прозорците на кафене „Ньоньо“, а Владимир Пингов подпалва „Бошков хан“ и същата вечер е убит от турски аскер. Димитър Мечев и Илия Тръчков правят неуспешен опит да взривят резервоара на фабриката за светилен газ, след това се разделят, като са хвърлени са над 60 бомби по улиците на Солун. През нощта Мечев и Тръчков са убити в квартирата си след продължителен бой с полиция и жандармерия. След сражение с турски аскери, на 17 април загива  и водачът на групата Йордан Попйорданов. Преди началото на атентатите Орце се застрахова за 10 000 швейцарски франка. Сумата получава Симеон Радев няколко месеца след взривовете, а предсмъртното желание на водача е с нея да се върнат всички заеми, които "Гемиджиите" вземат за подготовка на атентатите.
На 18 април при опит да взриви телеграфната станция е убит Константин Кирков. Цвятко Трайков се самовзривява след несполучливия си опит да убие валията. Той възпламенява бомба и сяда върху нея. Органджиев избягва през Скопие в България. Богданов, Бошнаков, Арсов и Шатев са заловени от полицията и осъдени на смърт. По-късно присъдата им е променена на доживотен затвор.

## Последици
Въпреки че антентатите са отразени широко в европейската преса и стават повод на обсъждане в развитите западни общества, те реално не водят до подобрение положението на населението в Османската империя. Общественото мнение по света не подкрепя методите на атентаторите. Френският посланик в Цариград, Констанс пише:
| „ | Без съмнение ... в своето отчаяние голям брой македонци вече нямат скрупули в избора на средства и за да привлекат вниманието на Европа върху своите искания, те не се спират пред извършването на престъпни действия срещу чужденци, рискувайки да навлекат всеобщо порицание за цялата българска народност. | “ |

Английски и австрийски бойни кораби навлизат в солунското пристанище да предотвратят кървавите разправи, но се оттеглят след протестна нота от страна на Османската империя, която смята, че подобни действия ще насърчат и други подобни атентати.
През тези четири дни в Солун по данни на западни дипломати загиват 10 и са ранени 16 души. Освен това са убити шестима от атентаторите. На 19 април 1903 г. започва масов терор над българите в града. На властите помагат гърци и евреи, вбесени от жертвите, дадени при атентатите. Българите, заловени по улиците, са пребивани до смърт. Нападната и ограбена е българската църква във Вардарската махала, а хората в нея са избити. Официално властите признават, че са загинали 35 българи, но според ВМОРО убитите са между 200 и 300. 
По-късно погромите продължават в Битоля, Велес и други градове и села на Македония. Около 2000 души са арестувани, а 353 са дадени под съд. Между тях са четирима от атентаторите: Павел Шатев, Георги Богданов, Марко Бошнаков и Милан Арсов. На следствието и пред съда те разкриват целия заговор и издават ръководството на ВМОРО. Председателят на ЦК Иван Гарванов и голяма част от членовете са заловени. На 14 май 1903 година процесът приключва. Четиримата атентатори са осъдени на смърт, но после присъдата им е заменена с доживотен затвор и те са изпратени на заточение във Фезан, в Либийската пустиня. Там Арсов и Бошнаков умират. Георги Богданов, който още на процеса показва признаци на умствено разстройство, полудява. През 1908 г. след младотурската революция двамата с Шатев са амнистирани.

## Спомен
На празника през 1943 година в Битоля, тогава в границите на Царство България, по повод 40-ата годишнина от Илинденското въстание, бившият революционер Анастас Лозанчев заявява: 
| „ | ВМРО ще има видно место в историята на Българския народ, но на най-видно место ще бъдат Солунските атентати, едно недостижимо по храброст и самопожертвуване дело на шепа смелчаци и на най-високо стъпало, много високо ще стои Илинденското въстание! | “ |

Днес паметник и плоча за участниците в атентатите има във Велес. Георги Данаилов пише пиесата „Солунските съзаклятници“, която и се играе в театрите. Югославският филм „Солунските атентатори“ (1961) на Жика Митрович е направен по събитията от това време. По проекта „Скопие 2014“ в центъра на Скопие е поставен паметник на гемиджиите през 2010 година.